# Tanzanolus leleupi
Tanzanolus leleupi là một loài bọ cánh cứng trong họ Bọ hung (Scarabaeidae).